# Marietta graminicola
Marietta graminicola är en stekelart som beskrevs av Timberlake 1925. Marietta graminicola ingår i släktet Marietta och familjen växtlussteklar. Inga underarter finns listade i Catalogue of Life.